# Atentado de Westminster de 2017
El atentado de Westminster de 2017 ocurrió el 22 de marzo de 2017 y se produjo en el puente de Westminster, en la plaza del Parlamento y en la zona del palacio de Westminster, en Londres (Reino Unido), donde un atacante condujo un vehículo por la acera sur del puente de Westminster, atropellando a decenas de personas, causando caos y que finalizó con el atacante muerto por disparos de la policía tras apuñalar mortalmente a otro policía. El atacante fue identificado como Khalid Masood, un hombre de 52 años, nacido en Kent y residente en Birmingham.
El incidente provocó la interrupción de la sesión en la Cámara de los Comunes y del servicio del metro londinense en la estación de Westminster.
Los incidentes fueron tratados por la Policía Metropolitana como un ataque terrorista.
Aunque a las 23:29 horas (GMT) del día del atentado las autoridades policiales confirmaron que los fallecidos fueron cinco y que había unas cuarenta personas heridas, al día siguiente se rectificó el número de víctimas mortales y se confirmó que fueron cuatro, si bien con posterioridad una de las personas heridas falleció, ascendiendo a cinco los civiles muertos como consecuencia del atentado.
En la mañana del jueves 23 de marzo, el Estado Islámico se atribuyó la autoría del atentado a través de un comunicado a la agencia Amaq.

## Ataque

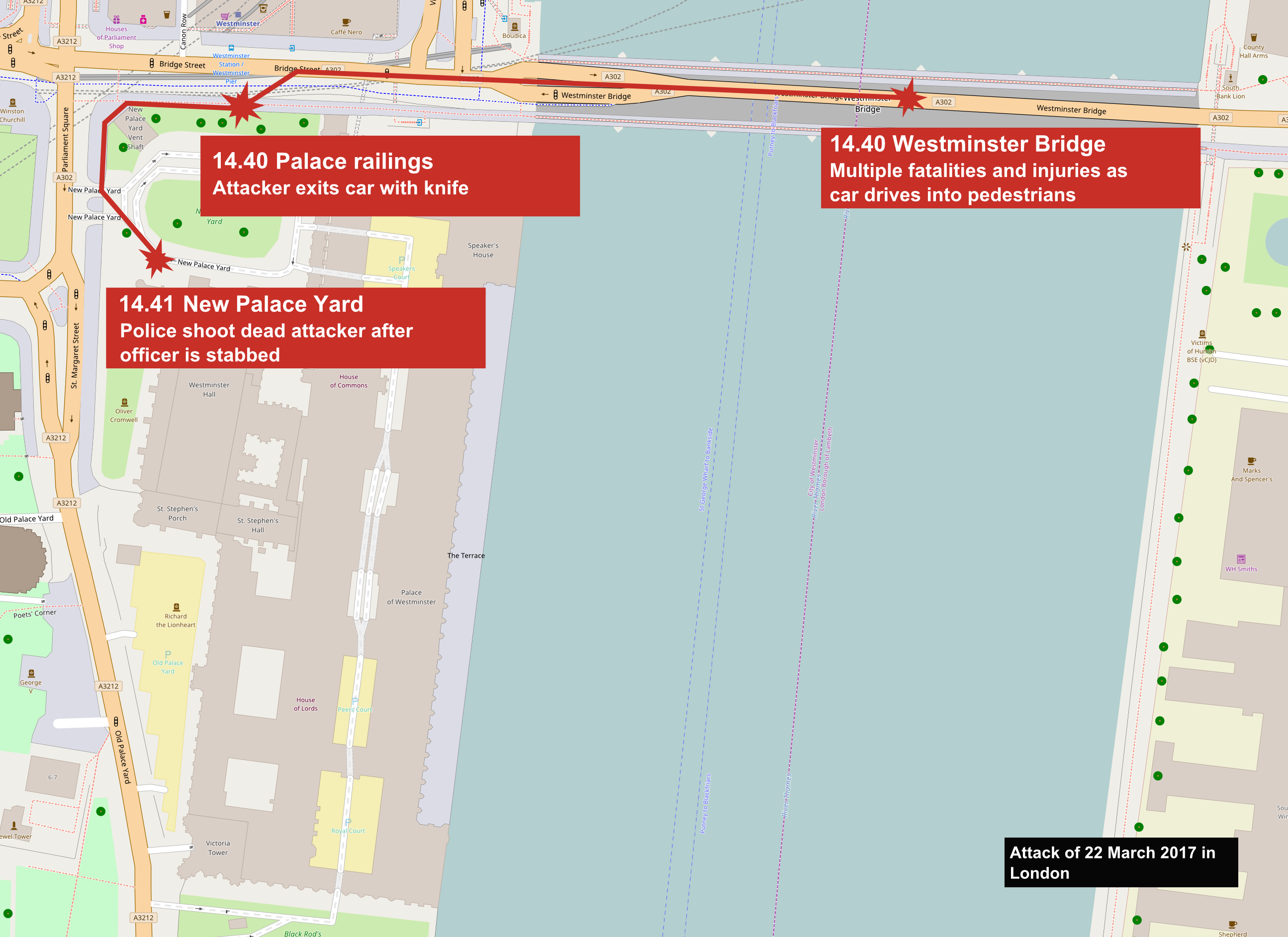
Cronología sobre un mapa.

Cerca de las 14:40 horas (GMT) del miércoles 22 de marzo de 2017, un Hyundai Tucson todoterreno de color gris fue conducido a lo largo de 200 metros por la acera sur del puente de Westminster, atropellando a decenas personas, siendo una de ellas una mujer rumana, Andreea Cristea, que saltó al río Támesis tratando de escapar de la trayectoria del vehículo, y matando a tres. Decenas de heridos y al menos un muerto, Aysha Frade, se produjeron a consecuencia de atropellos por otros vehículos, debido al caos que causó el coche del terrorista circulando por la acera. Más adelante, al salir del puente de Westminster, el atacante estrelló el coche en las vallas que rodean el palacio de Westminster.
Masood, vestido con prendas negras, salió del vehículo armado con un cuchillo y apuñaló al policía Keith Palmer, que iba desarmado, en las inmediaciones del New Palace Yard, causándole la muerte, antes de ser abatido por dos policías de paisano que le dispararon cuatro veces hasta abatirlo.
Fue precisa la ayuda de un helicóptero medicalizado, que aterrizó en las inmediaciones de Westminster, dando apoyo a los servicios de emergencia que empezaban a ayudar a los heridos, algunos de los cuales fueron ingresados en el cercano Hospital Saint Thomas (en el otro extremo del puente de Westminster).
El diputado conservador Tobias Ellwood intentó ayudar al policía herido por el terrorista, el policía Keith Palmer, aplicándole la reanimación cardiopulmonar e intentando parar la hemorragia que tenía. Sin embargo, falleció al poco tiempo a pesar de la asistencia médica.
Después de que se evacuara el Parlamento británico, que en esos momentos estaba en curso un debate político en la Cámara de los Comunes, fueron evacuados los alrededores de la abadía de Westminster. La primera ministra, Theresa May, fue también evacuada hacia su residencia oficial en el 10 de Downing Street, a apenas 500 metros de los sucesos. Diversas líneas de autobús de la zona fueron desviadas por precaución, y tanto la estación de Westminster, en las puertas del Parlamento, como el puente de Westminster fueron cerrados al público.

## Víctimas
| País de origen     | Muertos | Heridos |
| ------------------ | ------- | ------- |
| Reino Unido        | 3       | 12      |
| Estados Unidos     | 1       | 1       |
| Rumania            | 1       | 1       |
| España-Reino Unido | 1       | 0       |
| Francia            | 0       | 10      |
| Corea del Sur      | 0       | 6       |
| Grecia             | 0       | 2       |
| Alemania           | 0       | 1       |
| Australia          | 0       | 1       |
| China              | 0       | 1       |
| Irlanda            | 0       | 1       |
| Italia             | 0       | 1       |
| Polonia            | 0       | 1       |
| Portugal           | 0       | 1       |
| Total              | 6       | 49      |

El atentado provocó seis muertos (cuatro civiles, un policía, y el atacante) y más de cuarenta heridos, de los cuales 29 necesitaron hospitalización, con cinco personas en estado crítico y dos en estado muy crítico.
Las cinco víctimas fueron Aysha Frade, Kurt Cochran, Leslie Rhodes, Keith Palmer y Andreea Cristea. Aysha Frade, de 43 años, falleció atropellada por un autobús en el puente de Westminster, fruto del caos que causó el ataque terrorista, cuando iba a recoger a sus hijas del colegio tras salir de trabajar. Tenía la doble nacionalidad británica y española, ya que su madre era natural de Betanzos, un pueblo gallego. El policía Keith Palmer, de 48 años, asignado al comando de protección parlamentaria y diplomática, murió tras ser apuñalado por el atacante cuando se encontraba en las inmediaciones del palacio de Westminster. La tercera víctima fue identificada como Kurt Cochran, un turista estadounidense de 54 años que se encontraba en la ciudad con su esposa celebrado su 25.º aniversario de boda. La cuarta víctima fue Leslie Rhodes, un pensionista de 75 años que resultó gravemente herido mientras se dirigía a una cita médica. La sexta víctima fue Andreea Cristea, de 31 años, una mujer rumana que tuvo que ser rescatada del río Támesis en estado grave y se cree que pudo caer del puente debido a las consecuencias sufridas por el accidente o que tuvo que saltar para poder evitarlo. Una cámara, aparte de grabar el atropello, grabó a Andreea Cristea saltando del puente y cayendo al río Támesis. Falleció de sus heridas en el hospital el 7 de abril.
Entre los heridos había tres policías, un ciudadano de nacionalidad rumana (el novio de la mujer rumana que falleció). El primer ministro francés, Bernard Cazeneuve, confirmó que hubo tres jóvenes estudiantes franceses de entre quince y dieciséis años que tuvieron que ser hospitalizados.

## Atacante
La identidad del atacante fue confirmada por la policía londinense en la tarde del 23 de marzo: Khalid Masood, de 52 años, nacido en Kent (Inglaterra), aunque vivía en Birmingham (Inglaterra). Estaba casado y tenía tres hijos. El sujeto había sido investigado por la inteligencia británica y por el MI5, sin que estas investigaciones detectaran ningún peligro en su intención de cometer un acto terrorista, al considerarse una pieza periférica. También estaba fichado por la policía, ya que tenía antecedentes por condenas de agresión, posesión de armas y delitos de orden público. Su primera condena fue en 1983 por daños y su última condena fue en diciembre de 2003 por encontrarse en posesión de un cuchillo. No figuran condenas por terrorismo.
Su nombre al nacer fue Adrian Russell Ajao. Tras vivir en distintas localidades con importantes focos de fundamentalismo islámico, estableció vínculos con núcleos extremistas islamistas, se convirtió al islam y cambió su nombre a Khalid Masood.
Aunque al principio algunas informaciones indicaban que podría haber dos incidentes separados y dos atacantes, la policía confirma que su línea de investigación sólo contempla un atacante. Éste sería el abatido a las puertas del palacio de Westminster, tras apuñalar a un policía en las inmediaciones.
Según palabras de la primera ministra Theresa May, en su comparecencia ante la Cámara de los Comunes el 23 de marzo, el terrorista estuvo cerca de acceder al palacio de Westminster, lo que hubiera dificultado que la policía lo abatiera, situación que hubiera causado aún más víctimas.
Durante la noche del 22 de marzo, Channel 4 News dio una identidad no correspondida con el posible atacante, la cual fue rápidamente desmentida, y el canal tuvo que pedir disculpas.

## Investigación
Después de ser abatido, el cuerpo de Khalid Masood pasó a ser custodiado por la policía antiterrorista, quien determinó su identidad. Esto sirvió para localizar su residencia, en la ciudad de Birmingham (Midlands Occidentales), bastión islamista británico.[cita requerida] Sobre las 23:00 GMT del mismo día, la policía de la región de Midlands Occidentales practicó varios registros en viviendas de dicha ciudad deteniendo a tres personas. Además, Scotland Yard realizó registros durante esa misma noche en un total de seis direcciones de Londres, Brighton, Carmarthenshire y otros puntos del país, con un saldo total de ocho detenidos relacionados con el ataque terrorista. También se ha sabido que el todoterreno usado para realizar el atentado sobre el puente de Westminster se alquiló en Birmingham a la empresa Enterprise.
Durante la noche del 23 de marzo, la policía continuó con registros en direcciones que pudieran tener relación con el atentado, localizadas tres en Birmingham y una en el este de Londres; que se saldaron con 6 detenidos, tres hombres y tres mujeres de entre 21 y 39 años, por ser sospechosos de preparación de actos terroristas.
Los investigadores de Scotland Yard señalan que el atacante podría haber actuado imitando anteriores actos terroristas, como los que tuvo lugar en Niza en julio de 2016 o Berlín en diciembre de ese mismo año.

## Reacciones al atentado

### Nacionales (Reino Unido)

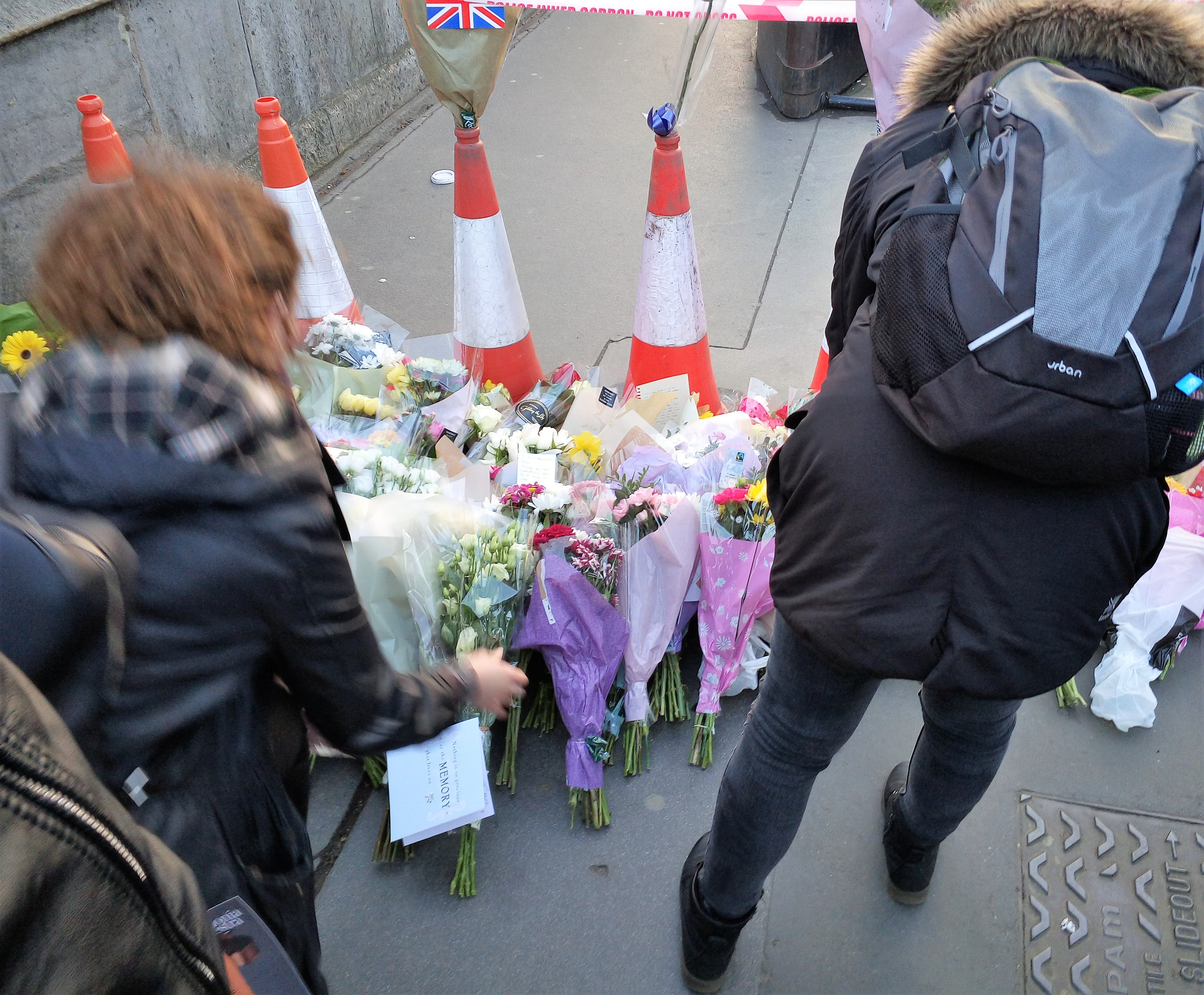
Ofrenda floral de personas anónimas a las víctimas en las inmediaciones del palacio de Westminster el día después del ataque

#### Gobierno británico
Downing Street emitió una declaración diciendo que «los pensamientos de la primera ministra y del Gobierno están con los muertos en este incidente espantoso y con sus familias». La primera ministra presidió una reunión del comité de crisis (COBRA), comentando posteriormente en una declaración en Downing Street que «todos avanzaremos juntos. Nunca cediendo al terror y nunca permitiendo que las voces del odio y el mal nos separen». También se confirmó que tanto la Cámara de los Comunes como la Cámara de los Lores reanudarían sus funciones normales el 23 de marzo. Los portavoces de ambas Cámaras del Parlamento emitieron una declaración conjunta:

Un incidente extremadamente grave ha ocurrido en el área de Westminster esta tarde. La Policía Metropolitana está tratando el asunto y ha puesto una investigación en marcha. En nombre de los miembros de ambas Cámaras del Parlamento, deseamos expresar que nuestro pensamiento está con todos los afectados ya sus familias. También queremos expresar nuestro agradecimiento a la policía y a todos los servicios de emergencia.

#### Autoridades
El ex primer ministro David Cameron mostró su repulsa por el atentado, afirmando que «aquellos que buscan atacar nuestra democracia con estos bárbaros métodos nunca ganarán».
El líder laborista Jeremy Corbyn, por su parte, calificó el atentado, en la sesión del día 23 de marzo en la Cámara de los Comunes, como una "atrocidad", y remarcó la importante labor que ejerció la policía metropolitana. Asimismo, declaró que todos estaban unidos "por nuestra humanidad y valores democráticos, por nuestro impulso de solidaridad", para estar "juntos en tiempos de oscuridad y adversidad".

#### Naciones constitutivas
- Escocia: El Parlamento Escocés, en solidaridad por lo ocurrido, suspendió toda su actividad política del día, incluyendo un debate en el que estaba tratando la propuesta de un posible segundo referéndum sobre la independencia de Escocia.[45]
- Gales: Al igual que el escocés, la Asamblea Nacional de Gales suspendió toda su agenda diaria.

### Internacional

#### Países soberanos
- Alemania: La canciller alemana Angela Merkel mostró su solidaridad con el pueblo británico a través de un mensaje publicado por cuenta de la Embajada de Alemania en Londres.[46]
- Argentina: La cancillería argentina emitió un comunicado en el cual condena el ataque terrorista, transmitiendo condolencias y solidaridad al pueblo británico.[47]
- Canadá: El gobernador general de Canadá, David Johnston, ha escrito en su cuenta oficial de Facebook: «Un día preocupante en Londres. Nuestros pensamientos y oraciones están con el pueblo británico y las víctimas de este ataque sin sentido».[48]
- Colombia: El presidente de Colombia, Juan Manuel Santos, mediante su cuenta de Twitter ha expresado su total rechazo al ataque sucedido en Londres, ha mostrado solidaridad con la primera ministra, Theresa May, y con las víctimas en Reino Unido.[49]
- España: El presidente de Gobierno de España, Mariano Rajoy, mandó un mensaje a través de su cuenta oficial de Twitter condenando el ataque y mostrando su solidaridad y la del pueblo español con el pueblo británico y las víctimas.[50] Además, remitió un telegrama urgente a Theresa May en el que le expresaba las condolencias del Gobierno español y las suyas propias por todo lo sucedido, y ha pedido a May «permanecer unidos» frente a este tipo de amenazas que «afectan a todos por igual y que no conocen fronteras».[51]
- Estados Unidos: El presidente de los Estados Unidos, Donald Trump, telefoneó a Theresa May poco después de los ataques.[52]
- Francia: El presidente de la República Francesa, François Hollande, mostró su solidaridad con el Reino Unido a través de Twitter.[53]
- Malta: La presidenta de Malta, Marie-Louise Coleiro Preca, escribió en Twitter que todos sus pensamientos y plegarias están con las víctimas del ataque en Londres, y que todos tenemos que estar unidos en la búsqueda de una cultura universal de paz.[54]
- México: El presidente de México, Enrique Peña Nieto, también expresó mediante su perfil de Twitter la condena al atentado y la solidaridad del país con el Reino Unido.[55]
- Portugal: El primer ministro portugués, António Costa, también usó la red de Twitter para condenar el ataque, en nombre de todo el gobierno del país, y mostrar su "sentimiento y solidaridad" con el pueblo y las autoridades británicas.[56]
- Venezuela: El presidente de Venezuela, Nicolás Maduro expresó durante un acto público su repudio a los hechos, afirmando que su gobierno rechaza «al terrorísmo en todas sus formas». Además, envió un saludo de solidaridad a los afectados y familiares de las víctimas, a la véz que afirmó que era necesario acabar con la violencia bélica, la cual, según sus palabras, se ha visto encarnada en «ataques terrorístas e intervencionismo».[57]

#### Organizaciones multinacionales
- Unión Europea: El presidente del Consejo Europeo, Donald Tusk, usó también la red de Twitter para mostrar su repulsa por el atentado.[58]

#### Redes sociales
Notas:
- Facebook: La red social puso a disposición de los usuarios el Safety Check para aquellas personas que se encontraran en la zona afectada por el atentado en Londres pudieran indicar a sus contactos que estaban bien. La aplicación preguntaba a los usuarios que se encontraban en Londres si estaban seguros y, con las respuestas, la red social informaba a sus amigos de cuál era su estado.[62][63][64]